# Installazione (arte)

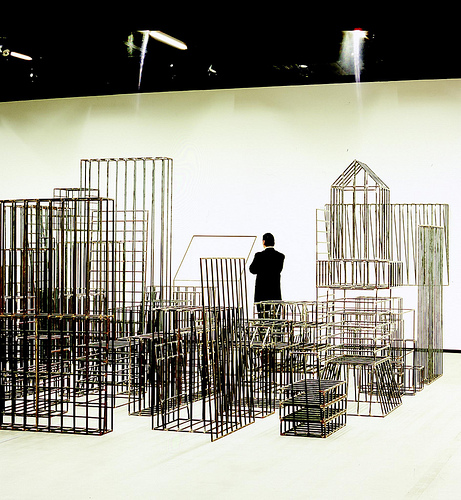
Entonces, 2004, R. Mourão. In questa come in altre installazioni, gioca un ruolo di primo piano la sistematica ripetizione di un semplice elemento di una data forma. La tendenza a ripetere un elemento, sebbene presente in tutte le arti, è abbastanza spiccata in molte installazioni e crea un collegamento con la corrente del minimalismo.

Per installazione si intende un genere di arte visiva sviluppatosi in epoca postmoderna. L'installazione è un'opera d'arte in genere tridimensionale; comprende media, oggetti e forme espressive di qualsiasi tipo installati in un determinato ambiente. È imparentata a forme di arte come la scultura e la Land art.

## Caratteristiche
Una delle caratteristiche principali per definire un'opera d'arte installativa è il fatto che essa abbia come soggetto principale il fruitore. Tutto deve essere costruito per modificare o comunque sollecitare la percezione dello spettatore che diviene parte integrante del lavoro: parallelamente, è essenziale l'ambiente nel quale l'opera è integrata. Questa peculiarità distingue peraltro l'installazione dalla scultura.

## Origini dell'installazione
Le origini dell'installazione possono essere ricercate in opere e considerazioni dell'arte moderna nel senso classico, dunque nei suoi sviluppi durante la prima metà del XX secolo:
- Si pensi ai lavori dell'artista russo El Lissitzky e del tedesco Kurt Schwitters con il suo Merzbau: si tratta di una casa-studio trasformata con gli stessi materiali usati nelle sue opere.[3] Schwitters aveva tra l'altro sviluppato la tecnica del collage fino al punto di renderla tridimensionale integrando interi oggetti nell'opera e facendone quindi una specie di installazione in miniatura, detta assemblage; egli intendeva riunire le varie forme di espressione artistica in una sola opera d'arte.
- Un altro precedente fondamentale venne inoltre dal cosiddetto ready-made di Marcel Duchamp,[4] dal quale l'installazione ha preso la sua impronta tendenzialmente concettuale. L'artista lascia nei suoi scritti il progetto per quella che potrebbe essere considerata la prima installazione: Étant donnés o "dati 1 caduta d'acqua, dati 2 gas illuminante"[5] dove al pubblico viene richiesto di sbirciare attraverso i fori di una porta di un fienile.

La tendenza da parte di questi artisti ad usare materiali deliberatamente poveri o quotidiani si riscontra ripetutamente anche nell'installazione.

## L'installazione oggi
I precursori dell'installazione sfociano poi, in epoca postmoderna, in forme di arte che chiamiamo oggi installazione, termine in largo uso a partire circa dagli anni ottanta circa, anche se è attestabile già dalla fine degli anni sessanta.
Parallelamente al concetto di arte anche quello di installazione è soggetto ad una progressiva estensione e il termine arriva a includere tipologie sempre più disparate: per esempio, l'installazione esiste ormai anche come arte concepita con il computer e con la rete o il video; nell'ultimo caso si usa apputo il nome di video installazione. Questa eterogeneità è dovuta alla natura concettuale e astratta dell'opera, la quale non è legata ad una particolare forma di tecnica o materiale, ma piuttosto a quello di installare un qualcosa in un determinato ambiente.
Una delle pratiche più identificative dell'installazione dagli anni 2000 in poi è da considerarsi quella legata al concetto di site-specific, ossia la produzione di opere in cui la relazione con il contesto architettonico è strutturale ed essenziale. Tuttavia si possono concepire anche installazioni smontabili per rendere possibile la sistemazione in una sede non precisata, creando quindi una rottura con il concetto di installare qualcosa in un determinato ambiente.
In tempi più recenti si sono diffuse le installazioni su alberi: artisti come Yoko Ono appendono i loro elaborati ai rami degli alberi ed invitano il pubblico a contribuire all'arricchimento dell'installazione. Notevole è inoltre il contributo fornito dagli artisti che creano installazioni di luce.
Lavori di prestigio vengono oggi regolarmente esposti alla Biennale di Venezia, alla documenta di Kassel e alla Tate Modern di Londra.

## Alcuni artisti

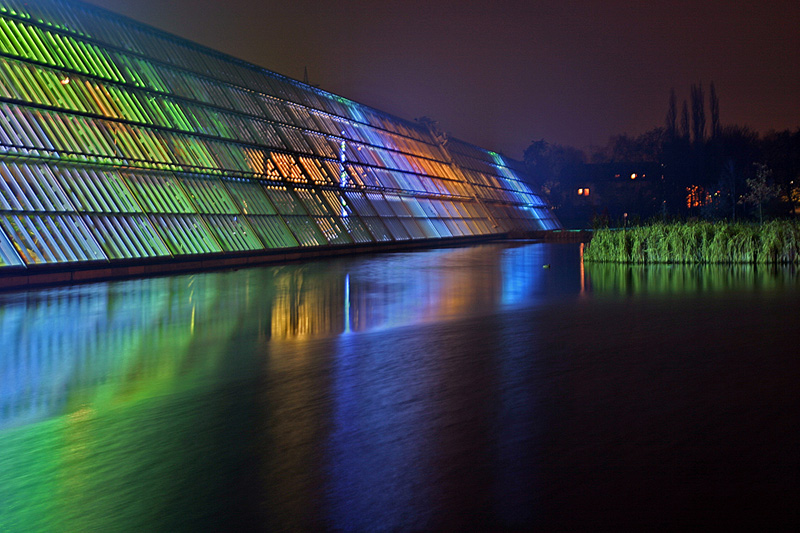
Installazione di luci di Dan Flavin a Gelsenkirchen, 2004. I diversi media utilizzati in un'installazione possono andare dall'internet alla luce, dalla performance alla scultura, dal suono all'immagine. L'installazione ha spesso la funzione di completare, come opera d'arte, l'effetto urbanistico di un edificio.

| - Vito Acconci - Mirosław Bałka - Vanessa Beecroft - Joseph Beuys - Guy Bleus - Daniel Buren - Christian Boltanski - Louise Bourgeois - Maurizio Cattelan - Judy Chicago - Christo e Jeanne-Claude - Olafur Eliasson - Dan Flavin - Andy Goldsworthy - Damien Hirst - Thomas Hirshorn - Anselm Kiefer | - Jannis Kounellis - Barbara Kruger - Richard Long - Gordon Matta Clark - Mario Merz - Bruce Nauman - Giuseppe Penone - Beverly Pepper - Michelangelo Pistoletto - Roman Opałka - Gian Carlo Riccardi - Pipilotti Rist - Nicolaus Schmidt - Spencer Tunick - James Turrell - Bill Viola - Wolf Vostell |